# Ліппе (річка)
Ліппе (нім. Lippe) — річка в Німеччині, права притока Рейну, річковий індекс 278. Площа басейну річки становить 4882 км². Загальна довжина річки 255 км. Висота витоку 134 м.
Річкова система річки — Рейн.
| Німеччина | Це незавершена стаття з географії Німеччини. Ви можете допомогти проєкту, виправивши або дописавши її. |